# Calodexia apicalis
Calodexia apicalis là một loài ruồi trong họ Tachinidae.